# Le Mag ciné
Le Mag Ciné est une émission de radio diffusée sur France Bleu à partir de septembre 2009, le samedi et le dimanche à 12.05 h. Elle présente l’actualité cinématographique sous différents angles — humour, tendresse, émotion, talents… — sous prétexte que le cinéma est un art « populaire » avant tout. Elle propose des interviews, extraits de films, places à gagner et une présentation de l’actualité DVD.
Le magazine a d'abord été présenté par le chroniqueur cinéma de France Bleu, Jean-Pierre Bergeon, depuis sa création (2009) jusqu'en 2014. Jean-Pierre Bergeon avait été de 1978 à 1989 le Monsieur cinéma de FR3 Picardie, avant de devenir le directeur d’antenne de ce qui s'appelait à l'époque Radio France Picardie pour finalement être le chroniqueur ciné de France Bleu. C'est Jean-Jacques Lester qui remplace, courant 2014, Jean-Pierre Bergeon qui prend sa retraite.
À partir de janvier 2010, les bandes-annonces des films au sommaire du Mag Ciné peuvent être consultées directement sur le site de France Bleu.